# Waltz
Waltz, ook Circus Waltz, is een Nederlandse dramaserie die vanaf 10 november 2006 zeven weken op Nederland 2 werd uitgezonden. Het is een productie van Bosbros in samenwerking met de VPRO, NPS en VARA. De serie bestaat uit zeven delen en is geschreven door Robert Alberdingk Thijm. De regie is van Norbert ter Hall.

## Verhaal
De serie gaat over de ondergang van een circusfamilie. Als gevolg van een hersentumor is de oude Willy Waltz niet meer in staat zijn circus draaiende te houden. Hij moet in een van zijn drie zonen een opvolger zien te vinden, maar dat valt zwaar tegen: ze lijken alle drie niet de geschikte kandidaat.

## Rolverdeling
- Aart Staartjes - Willy Waltz
- Theo Maassen - Bruno Waltz
- Koen Wouterse - Enrico Waltz
- Barry Atsma - Felix Waltz
- Astrid van Eck - Michelle Waltz
- Cleo Staffleu - Loretta Waltz
- Siebe Schoneveld - Willy Waltz jr.
- Olga Louzgina - Olga Waltz-Lyppinsky
- Marja Kok - Mimi Tollens
- Orlando McBean - Spartacus
- Lidewij Mahler - Eefje de Vrede

Andere Tijden · De Flat van Ali B · De Meiden van Halal · De school van Prem · Dichtbij Nederland · Dunya & Desie · Groot Dictee der Nederlandse Taal · Groot Kinderdictee der Nederlandse Taal · Het Klokhuis · Het uur van de wolf · Holland Doc · Kunststof · Met het Mes op Tafel · NOVA* · Pauw & Witteman*** · Premtime · Raymann is Laat · Sesamstraat · Sinterklaasjournaal · Stellenbosch** · Waltz** · Zembla

*: In samenwerking met VARA en NOS       **: In samenwerking met VARA en VPRO       ***: In samenwerking met VARA
12 steden, 13 ongelukken · Alles draait om geld · Bergen Binnen · Büch's Boeken · Buitenhof ** · Bureau Kruislaan · Cabaret & Co · Comedytrain presenteert · Deadline · Dr. Ellen · Ernstige Delicten · Factor Giel · Gebak van Krul · GIEL · Herexamen · Hoe bestaat het · Hof van Joosten · Hollands Hoop · In goed gezelschap · Is dat eigenlijk wel zo? · Jules Unlimited · Kanniewaarzijn · Kassa · Kassa 3 · Kinderen geen bezwaar · Kinderen voor Kinderen · Kopspijkers · Kun je het al zien? · Het Lagerhuis · Langs de Leeuw · Langs Sint en De Leeuw · De leugen regeert · Lieve Paul · Lieve Paul & Sint · MaDiWoDoVrijdagshow · De Mega Mike & Mega Thomas Show · Mooi! Weer De Leeuw · Mooi! Weer de Sint · Nieuwslicht · NOVA * · Oppassen!!! · Overspel · Panache · PAU!L · PAU!L en Sint! · Pauls Kadoshow · Pauls Puber Kookshow · Pauw & Witteman · Per Seconde Wijzer · Sint & De Leeuw · Shouf Shouf! · The Sopranos · Stellenbosch ** · Studio Spaan · Thank God It's Friday · Twee voor twaalf · Unit 13 · De verrukkelijke 85 · Vroege Vogels TV · Vuurzee · Waltz ** · De Wereld Draait Door · De wereld van Boudewijn Büch · Wie steelt mijn show? · X De Leeuw · Zembla

*: In samenwerking met NPS en NOS     **: In samenwerking met AVROTROS en VPRO